# Gustaf Hultkvist
Gustaf Emanuel Hultkvist, född 26 mars 1878 i Hakarps socken, död 17 maj 1950 i Skolgården, Vrigstads församling, var en svensk läkare.
Gustaf Hultkvist var son till folkskolläraren Karl Anders Hultkvist. Han avlade mogenhetsexamen i Jönköping 1898 och blev 1904 medicine kandidat vid Uppsala universitet, 1910 medicine licentiat vid Karolinska Institutet i Stockholm och medicine doktor där 1918. Efter förordnanden som amanuens i patologi och rättsmedicin vid Karolinska institutet 1906–1911 som amanuens och underläkare vid flera sjukhus i Stockholm 1910–1913, som amanuens i Medicinalstyrelsen 1911–1912 och som medicinalrådsassistent där 1913–1914 var han bostadsinspektör i Stockholm 1914–1916 och andre stadsläkare där 1916–1944. 1912–1916 var Hultkvist vid ett flertal tillfällen tillförordnad professor i rättsmedicin vid Karolinska institutet och under två månader 1918 tillförordnad professor i hygien i Uppsala. Han har utgett ett trettiotal arbeten inom rättsmedicin och hygien, bland annat om koloxidförgiftningar och om Karl XII:s dödssätt, samt skrivit uppmärksammade inlägg i den så kallade Hetlesaken, då två personer oskyldigt dömdes för mord.